# Karsten Forsterling
Karsten Forsterling (ur. 21 stycznia 1980) – australijski wioślarz. Brązowy medalista olimpijski z Londynu.
Zawody w 2012 były jego pierwszymi igrzyskami olimpijskimi. Po medal sięgnął w rywalizacji czwórek bez sternika. Osadę tworzyli również Christopher Morgan, James McRae i Daniel Noonan. W 2010 zdobył brąz mistrzostw świata w tej konkurencji, w 2011 Australijczycy triumfowali

## Źródła zewnętrzne
- Profil na stronie Australijskiego Komitetu Olimpijskiego